# Hydrochus brevitarsis
Hydrochus brevitarsis är en skalbaggsart som beskrevs av Knisch 1922. Hydrochus brevitarsis ingår i släktet Hydrochus och familjen gyttjebaggar. Inga underarter finns listade i Catalogue of Life.